# Hormius deletus
Hormius deletus är en stekelart som beskrevs av Robert A.Wharton 1993. Hormius deletus ingår i släktet Hormius och familjen bracksteklar. Inga underarter finns listade i Catalogue of Life.